# Verderber
Verderber je priimek v Sloveniji in tujini. Po podatkih Statističnega urada Republike Slovenije je na dan 1. januarja 2012 v Sloveniji uporabljalo ta priimek 76 oseb.  
- Andreja Verderber, slikarka, novomedijska umetnica
- Katja Verderber - "Katarina Mala" (*1981), pevka
- Maks (Max) Verderber (*1936), izseljenski poslovnež, ki se je vrnil
- Mara Ambrožič Verderber, umetnostna kustosinja, galeristka
- Ri(c)hard Verderber (1884—1955), športnik sabljač
- Toni Verderber (*1959), narodnozabavni glasbenik, harmonikar